# Sun Ce
Sun Ce (175-200) fue un general militar y un señor de la guerra durante el periodo de la tardía Dinastía Han Oriental y la era de los Tres Reinos de la Historia de China Él fue el mayor de los hijos de Sun Jian, el cual murió en la Batalla de Xiangyang cuando Sun Ce solo tenía dieciséis años. Sun Ce se escindió del señor de su padre, Yuan Shu, y se dirigió al sureste de China para establecer su propia base allí. Con la ayuda de unos cuantos hombres capaces, tales como Zhang Zhao y Zhou Yu Sun Ce, consiguió establecer las bases del posterior estado de Wu Oriental durante el período de los Tres Reinos.
En el 200, mientras que el señor de la guerra Cao Cao se enfrentaba a Yuan Shao en la Batalla de Guandu, se rumoreó que Sun Ce estaba planeando un ataque contra la capital de Cao Cao, Xuchang. Sin embargo, fue asesinado antes de que pudiera llevar a cabo el plan. Sun Ce fue honrado a título póstumo por su hermano menor Sun Quan como el "Príncipe Huan de Changsha" (長沙桓王, literalmente "el príncipe diligente"), cuando este último se convirtió en el primer emperador de Wu Oriental.
Los Registros de los Tres Reinos de Chen Shou describen a Sun Ce como un hombre guapo y alegre. Fue también un hombre generoso y receptivo que empleaba a la gente de acuerdo a sus habilidades. Por tanto, sus súbditos estaban dispuestos a arriesgar sus vidas por él. Un detractor llamado Xu Gong, en una carta al Emperador Xian, comparó a Sun Ce con Xiang Yu, el general conocido por derribar la Dinastía Qin. Como Xiang Yu era a menudo citado como el Conquistador de Chu, desde ese momento empezaron a llamar a Sun Ce el Pequeño Conquistador, sobrenombre con el que se le conoce también en la cultura popular.

## Biografía

### Inicios y carrera
Nacido en el 175, Sun Ce era el mayor de entre seis hijos de Sun Jian, un general militar leal al emperador de la Dinastía Han. En el 190, unos años después de la muerte del Emperador Ling, el señor de la guerra Dong Zhuo usurpó el poder, entronizando el Emperador Xian, al cual manejaría como un títere. Los señores de la guerra regionales en la China oriental formaron entonces una coalición contra Dong Zhuo. Sun Jian prestó su servicio a Yuan Shu, uno de los líderes de la coalición. El intento de derribar a Dong Zhuo fracasó y China entró en una serie de guerras civiles sangrientas. El siguiente año, Sun Jian fue enviado por Yuan Shu a atacar a Liu Biao, gobernador de Jingzhou (荆州, hoy en día Hubei y Hunan, pero acabó asesinado en una emboscada.
Sun Ce llevó el cuerpo de su padre a Qu'e (曲阿, en la actualidad Pueblo Situ, Jiangsu) para el entierro y serenó a su madre antes de dirigirse hacia Danyang (丹楊, hoy en día Xuancheng, Anhui), donde su tío Wu Jing ejercía de gobernador. Allí reunió una pequeña milicia con una fuerza de unos pocos centenares. Esta pequeña fuerza estaba lejos de ser suficiente para establecer su propia fuerza independiente, así que en el 194 Sun Ce fue a visitar a Yuan Shu. Yuan formó una opinión muy favorable de Sun Ce y a menudo se lamentaba de no tener un hijo como él. Además Yuan volvió la antigua división de tropas de Sun Jian a Sun Ce.
Inicialmente, Yuan Shu prometió nombrar Sun Ce gobernador de Jiujiang pero finalmente dio el gobierno a Chen Ji. Más tarde, cuando el gobernador de Lujiang negó a Yuan Shu un préstamo de grano, envió Sun Ce a atacarlo, prometiendo a Sun Ce convertirle en gobernador de Lujiang si conseguía la victoria. Cuando Sun Ce lo hizo, sin embargo, Yuan Shu de nuevo se desdijo y nombró a algún otro en su lugar. El decepcionado Sun Ce comenzó a contemplar la posibilidad de abandonarle.
Mientras tanto, Liu Yao, que era por decreto imperial el gobernador de Yangzhou (揚州, en la actualidad sur de Jiangsu, sur de Anhui, Jiangxi, Zhejiang y Fujian), ocupó Qu'e, ya que la sede regional Shouchun (壽春, hoy en día Condado Shou, Anhui) estaba ocupada por Yuan Shu. Entonces forzó a Wu Jing a volver al oeste, cruzando el río Yangtsé hacia Liyang (歷陽, en la actualidad Condado He, Anhui). Sin embargo, Yuan Shu afirmó ser el gobernador legítimo y envió Wu Jing y al primo mayor de Sun Ce, Sun Ben, a atacar a Liu Yao. Tras demostrar ser incapaces de abrir una brecha en la defensa durante un año, Sun Ce pidió dirigir una fuerza para ayudarles.

### Conquista del Territorio Wu
Aunque Yuan Shu sabía Sun Ce tenía la intención de irse, creía que éste no sería capaz de derrotar a Liu Yao. Así que desplegó a generales jóvenes con solo un millar de tropas y una pequeña fuerza de caballería. Junto con poco más de un centenar de seguidores voluntarios, Sun Ce marchó a Liyang, donde incrementó su fuerza a más de 5.000 hombres. Entonces lanzó una ofensiva a través del río Ian-tsé y exitosamente ocupó la posición estratégica de Niuzhu (牛渚, en la actualidad Caishiji, suroeste de Ma'anshan, Anhui) en el 195.
Dos de los aliados de Liu Yao entonces vinieron del sur desde Pengcheng y Xiapi respectivamente para ayudarle. Sun Ce eligió atacar primero a uno de ellos, Ze Rong, que había hecho un campamento al sur de Moling.

## Familia
- Padre: Sun Jian

- Madre: Dama Wu

- Hermanos:
  - Sun Quan, hermano menor, sucesor, emperador fundador de Wu Oriental
  - Sun Kuang, hermano menor
  - Sun Yi, hermano menor
  - Sun Lang, medio hermano menor
  - Dama Sun, hermana menor, conocida comúnmente como Sun Shangxiang

- Esposa: Da Qiao

- Hijos:
  - Sun Shao, recibió el título de Marqués de Wu, más tarde Marqués de Shangyu
  - Hija mayor, nombre personal desconocido, casada con Gu Shao (顧 邵), más tarde casada con Zhu Ji (朱 紀) tras la muerte de Gu Shao
  - Segunda hija, nombre personal desconocido, casada con Lu Xun
  - Tercera hija, nombre personal desconocido, casada Zhu Ji, puede ser la misma persona que la hija mayor

- Datos: Q380598
- Multimedia: Sun Ce / Q380598